# شانتو

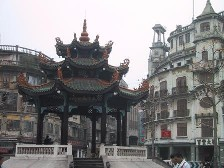
شانتو.

شانتو (به چینی: 汕頭 به انگلیسی: Shantou) یکی از شهرهای کشور جمهوری خلق چین است. جمعیت آن در سال ۲۰۰۸ میلادی برابر ۱،۴۲۱،۶۸۹ نفر تخمین زده شده است . جمعیت آن با حومه بیش از چهار میلیون و نهصد هزار نفر است .
شانتو در استان گوانگ‌دونگ در جنوب شرقی چین قرار گرفته است و شهری ساحلی است.